# Taryn Simon
Taryn Simon est une artiste américaine née le 4 février 1975. Elle utilise des médiums d'expression aussi variés que la photographie, le texte, la sculpture, le graphisme et la performance. 
Son travail s'appuie sur des recherches approfondies essentiellement guidées par un intérêt profond pour les systèmes de catégorisation et de classification.  Taryn Simon est diplômée de Brown University et fellow du Guggenheim Museum. Elle vit et travaille à New York.

## Parcours
Taryn Simon est née à New York. Son père et son grand-père ont travaillé sur l'image et le texte, tradition qu'elle a souhaité poursuivre via sa pratique artistique. 
D'abord étudiante en sciences de l'environnement à Brown University, elle s'est rapidement réorientée vers la sémiologie, et inscrite dans le même temps aux cours de photographie donnés par la Rhode Island School of Design. 
Elle obtint son Bachelor of Arts en 1997, avant d'être artiste invitée dans des institutions telles que Yale University, Bard College, Columbia University, School of Visual Arts, ou encore la Parsons School of Design.
En 2008, elle reçoit le prix de la publication Infinity Award.

## Œuvres

### A Polite Fiction(2014)
Dans A Polite Fiction (2014), Taryn Simon cartographie, fouille et enregistre les gestes et actes qu'a recouvert le chantier de la Fondation Louis Vuitton pendant ses cinq ans de construction. 
De caractère anthropologique, cette œuvre met en exergue les différents acteurs ayant participé à l’édification du musée. Au travers d’une série d’entretiens menés auprès des divers corps de métier, des ouvriers aux architectes en passant par les ingénieurs et les chefs d’équipes, l’artiste brosse le « portrait » du chantier. Composée d’images photographiques, de textes et de vitrines d’objets, l’œuvre révèle les traces invisibles du travail, de l’implication et du rapport au bâtiment de ses protagonistes. Une constellation de témoignages qui répond à la complexité de l’architecture et à la richesse des histoires personnelles impliquées dans une aventure exceptionnelle. Taryn Simon récole ici cette histoire enterrée et analyse les forces latentes qui ont été à l'œuvre dans la construction de ce lieu, qu'elles soient sociales, politiques ou économiques.

### Birds of the West Indies(2013-14)
Birds of the West Indies (2013–14) est une œuvre en deux sections qui doit son titre à l'ouvrage éponyme de l'ornithologue James Bond. 
Ian Fleming, qui aimait à regarder les oiseaux, a utilisé le nom de l'auteur pour créer les romans consacrés au désormais célèbre espion. Cette récupération de nom fut la première d'une série de substitutions et de remplacements qui allaient devenir centraux dans la construction de James Bond personnage littéraire. 

## Exposition
Son travail a été l'objet de plusieurs expositions monographiques organisées par des institutions culturelles majeures :  
- Jeu de Paume, Paris (2015),
- Ullens Center for Contemporary Art, Beijing (2013);
- Museum of Modern Art, New York (2012);
- Tate Modern, Londres (2011);
- Neue Nationalgalerie, Berlin (2011);
- Whitney Museum of American Art, New York (2007).

Ses œuvres sont également présentes dans les collections permanentes du Metropolitan Museum of Art, de la Tate Modern, du Guggenheim Museum, du Centre Georges Pompidou, et du Los Angeles County Museum of Art. 
Une de ses pièces a par ailleurs été présentée lors de la Biennale de Venise (2015).